# Château de Rustéphan
Le château de Rustéphan est un ancien manoir du XVe et du XVIe siècle en ruine, situé dans l'ancienne commune française de Nizon, près de Pont-Aven dans le département du Finistère. Il a été construit vers 1480 par Jean du Fou, chambellan du roi Louis XI, grand échanson de France.

## Historique

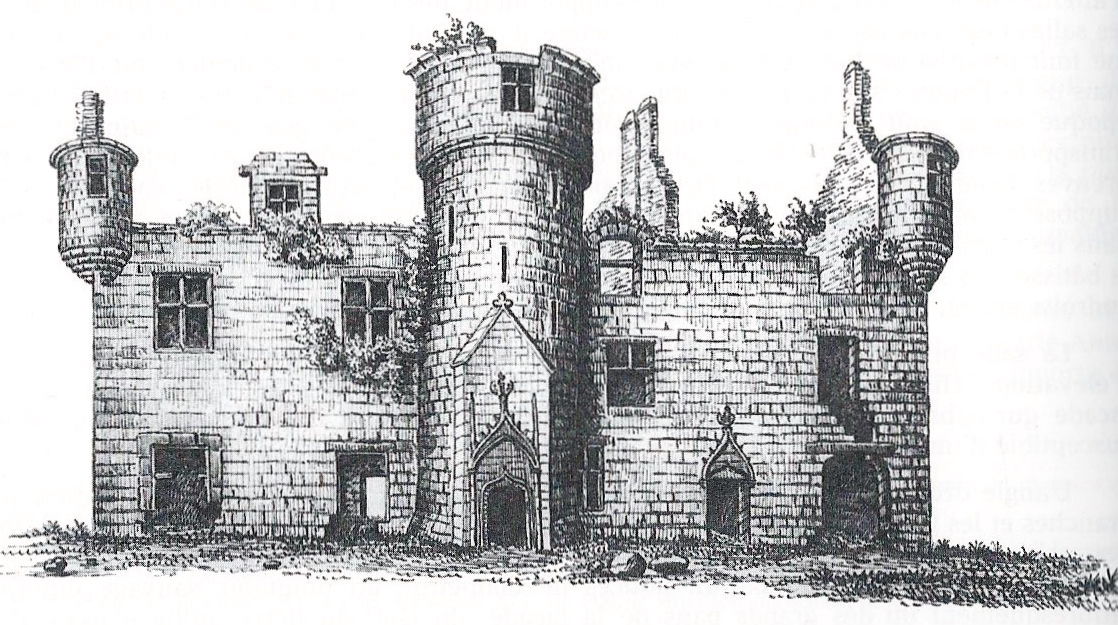
Le château de Rustéphan dans la première moitié du XIXe siècle (dessin du Chevalier de Fréminville).

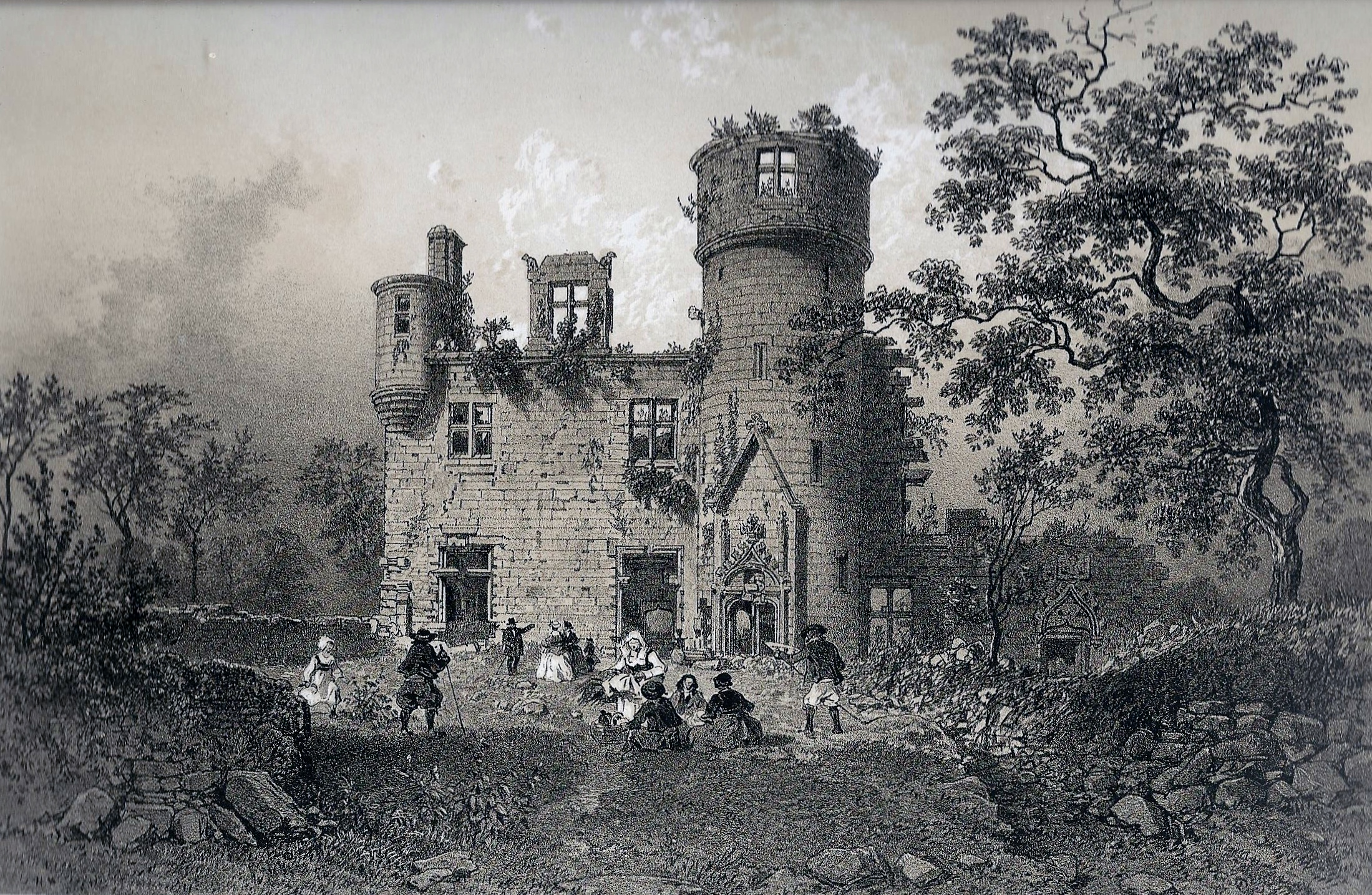
Ruines du château de Rustéphan (dessin d'Eugène Ciceri publié en 1867).

Selon la tradition, un premier château a été construit à l'emplacement actuel par un fils du duc de Bretagne, Étienne, comte de Penthièvre et seigneur de Nizon, qui est décédé vers 1137. Le nom « Rustéphan » signifie d'ailleurs « château d'Étienne » en breton. On sait qu'en 1250, le château appartenait à Blanche de Castille. Selon certains historiens, il s'agirait d'un ancien pavillon de chasse des ducs de Bretagne. Sa position à l'entrée d'un grand bois qui couvrait alors en grande partie la paroisse de Nizon et où le gibier abondait rendent cette assertion plausible.
L'édifice actuel dont il ne subsiste que quelques ruines a été bâti par Jean II du Fou, grand échanson de France, fils de Jehan Ier du Fou, écuyer, seigneur de Kerjestin en Ergué-Gabéric et du Rustéphan, époux de Typhaine de Saint-Juzel ; Jean II du Fou est décédé en 1492.
La fille de Jean II du Fou et de Jeanne de La Rochefoucault, dame de Montbazon, Renée du Fou, se maria par contrat passé à Tours le 9 août 1492 avec Louis III de Rohan-Guémené, chevalier, seigneur de Guémené, de Montauban, de Romefort, etc., décédé en 1498. En 1536, les Rohan possèdent encore Rustéphan, mais vers le début du XVIIe siècle, le manoir passe par vente à Charles de Guer, baron de Pontcallec. Il échoit ensuite à la famille La Pierre, puis aux Euzenou de Kersalaun. Décrit comme étant à l'état de ruine en 1794 par Jacques Cambry, le vieux château fut vendu comme bien national le 8 juillet 1798. Les deux paysans acquéreurs démolirent bientôt l'arrière-façade et employèrent les matériaux à la construction de quelques granges. De 1832 à 1864, l'œuvre de démolition se poursuivit. En 1887, une nouvelle brèche fut pratiquée dans les ruines. Bien vite, le Conseil général et la Société archéologique du Finistère tentèrent de s'opposer à l'œuvre de vandalisme, ce qui n'empêcha pas la façade du manoir de s'écrouler sous le pic et le levier des maçons.

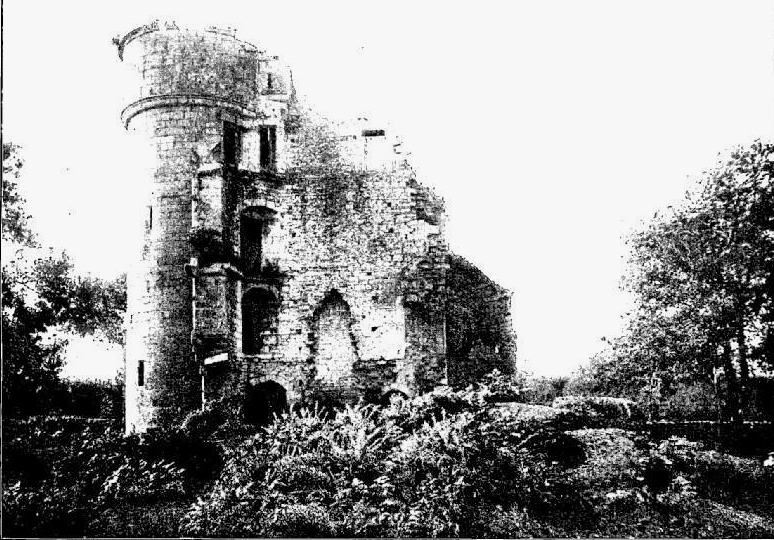
Les ruines du château de Rustephan à Nizon au début du XXe siècle.

## Description

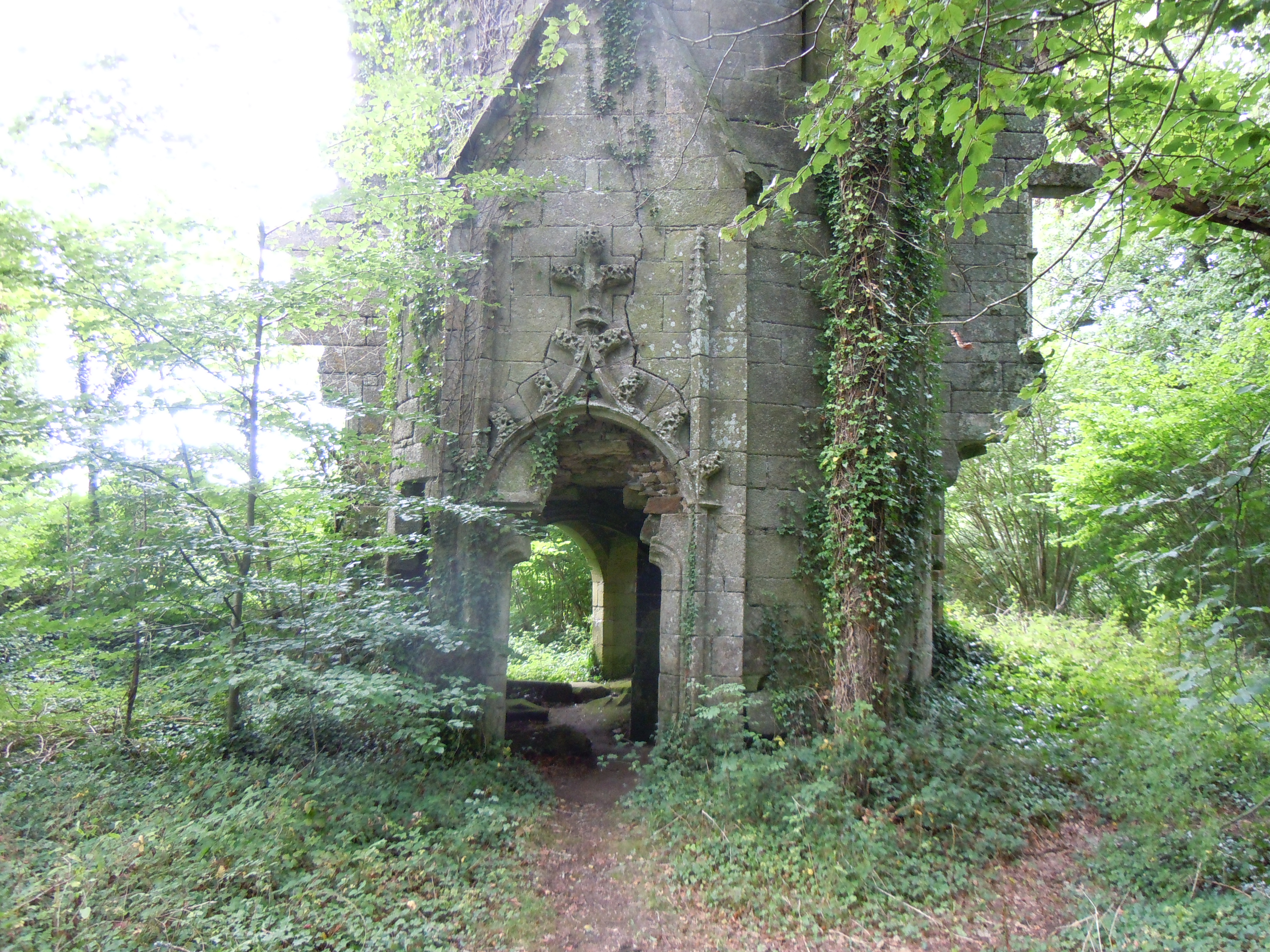
Porte en plein cintre avec ornements gothiques.

De l'ancien manoir ne subsiste que deux imposants vestiges d'une vingtaine de mètres de hauteur, cernés par les lierres, les ronces et les mauvaises herbes. La section de gauche, correspondant au mur pignon, supporte une tourelle d'angle en cul-de-lampe, et comporte d'immenses cheminées, ainsi que les restes de quelques fenêtres à croisillons. La section de droite est constituée d'une monumentale tour d'escalier, ainsi que de quelques restes de mur intérieur. La porte d'entrée principale est en plein cintre et surmontée d'ornements gothiques. Les combles et les planchers ont totalement disparu. L'ancien mur de la façade s'est écroulé à la fin du XIXe siècle et les pierres ont été récupérées. On pense que le bâtiment d'origine était constitué d'un corps de logis rectangulaire ayant plus de 34 mètres de longueur de façade avec des tourelles à chaque angle, ainsi qu'une grande tour d'escalier centrale. Les fenêtres étaient carrées et à meneaux de granite disposés en croix. L'édifice était entièrement construit en pierre de taille et les murs avaient plus d'un mètre d'épaisseur. Le ciment employé pour les tourelles était d'une dureté incroyable, alors que le reste de la construction était fait avec un mortier offrant peu de résistance.
Jacques Cambry décrit ainsi le château de Rustéphan vers 1795 :

« Ces ruines sont parfaitement d'a-plomb ; une grande partie de ses murs sont dans le parfait état de conservation. (…) La salle principale a quarante pieds de long, vingt-quatre de large, et vingt pieds d'élévation : chaque marche des escaliers est faite d'une seule pièce, d'un granit fin. La façade qui subsiste a cent pieds d'étendue, l'intérieur est revêtu d'une espèce de stuc, susceptible d'un beau poli.

L'angle droit du château de Rustaphan est recouvert d'un énorme lierre, dont les branches et les feuillages s'étendent de vingt pieds sur les murailles qui le soutiennent. Une des assises angulaires enlevée se trouve remplacée par le tronc de ce lierre, qui peut avoir à cet endroit dix-huit pouces de diamètre ; un pommier sauvage domine pittoresquement un des grands pans de la façade ; du Gui, du lierre, mille plantes, des mousses variées tapissent ce grand et beau massif d'architecture. »

Édouard-Henri Girardet décrit ainsi le château de Rustéphan vers 1880 : « On sait que le château avait une forme triangulaire, avec une tourelle en encorbellement à chaque angle. On en voit encore une à gauche de notre gravure. À droite de la tour, on aperçoit une porte en arc surbaissé qui a une accolade. Les fenêtres avec leurs séparations de pierre, et quelques autres débris de sculpture ornementale ont un caractère bien déterminé ».

Les ruines du château de Rustéphan
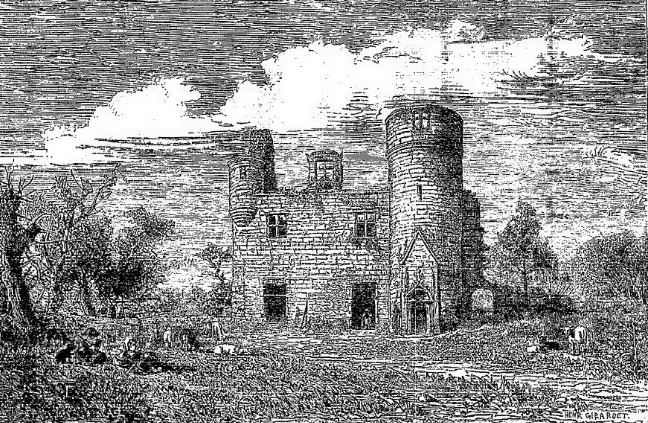
Vers 1880 (dessin d'Édouard-Henri Girardet).
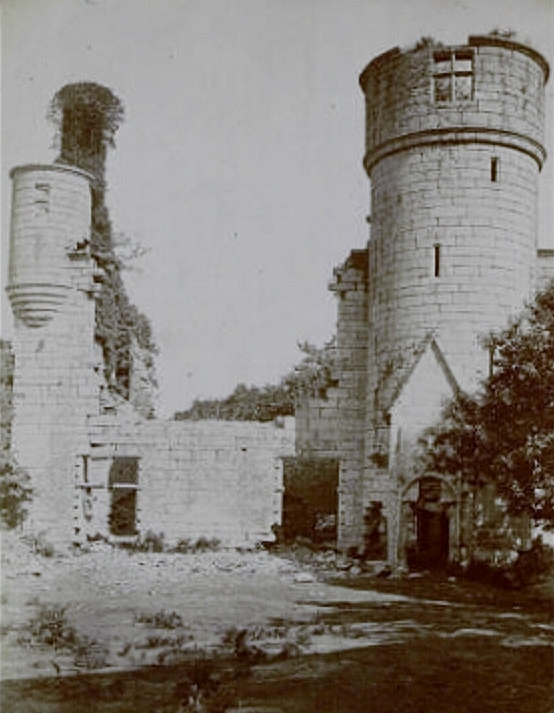
Photographie des frères Neurdein non datée.

En 1905, Dorothy Menpès, fille du peintre Mortmimer Menpès, décrit ainsi Rustéphan :

« On s'approche de Rustéphan à travers un bois de bouleaux argentés (…). Le château lui-même tombe en ruine. Le mur qui reliait les deux tours s'est effondré et les marches du grand escalier en spirale, que nous avions l'habitude de gravir [allusion à un séjour précédent, vers 1870] se sont éboulées ; seule la colonne centrale, faite de granite aux cristaux argentés étincelants, n'est pas prête à tomber et se dresse forte et ferme. »

## Légendes

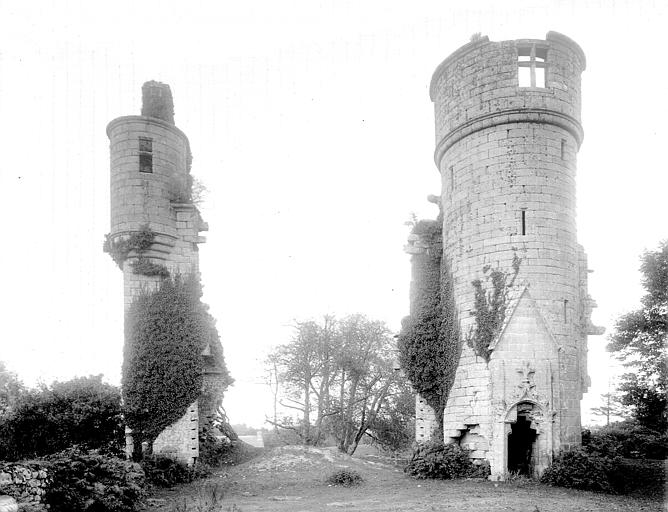
Photo du château de Rustéphan datant du début du XXe siècle.

La légende veut que Geneviève du Faou et Yannick Le Flecher hantent toujours le château. Elle est associée à l'histoire vraie et tragique d'un roturier (Yannick) qui tomba amoureux de Geneviève au XVIe, une des filles du seigneur de Rustéphan. Le seigneur désapprouvait bien sûr cette relation et Yannick fut contraint d'embrasser la carrière de prêtre et de quitter la paroisse. La jeune femme s'est alors laissée mourir de chagrin. Son esprit, vêtu d'une robe verte ornée de parements, hanterait toujours les lieux.
La ronde d'un vieux prêtre triste autour des ruines a également été rapportée. Ce récit a fait l'objet d'une gwerz, un chant traditionnel breton, Jenofeva Rustefan (Geneviève de Rustéfan), qu'a rapporté Théodore Hersart de La Villemarqué dans son recueil, le Barzaz Breiz.
Félix Benoist résume en ces termes cette légende :

« (…) Ainsi le peuple dit qu'anciennement on avait coutume de danser fort tard sur l'esplanade de Rustéphan, et que si cet usage a cessé, c'est que les danseurs aperçurent, un soir, la tête chauve d'un vieux prêtre, aux yeux étincelants, à la lucarne du donjon. On ajoute qu'on voit encore, vers minuit, dans la grande salle, une bière couverte d'un drap mortuaire, dont quatre cierges blancs, comme on avait coutume pour les filles nobles, marquent les quatre coins, et qu'on voyait jadis une jeune demoiselle, en robe de satin vert, garnie de fleurs d'or, se promener à la clarté de la lune sur les murailles, chantant quelquefois et pleurant souvent. Quel mystérieux rapport peut-il y avoir entre ces deux vagues figures de prêtre et de jeune fille ? La ballade nous apprend qu'une héritière de Rustéphan s'éprit d'un clerc qui lui rendit l'anneau des fiançailles pour se consacrer à Dieu, et que la jeune fille mourut de douleur le jour où son amant célébra sa première messe. »

## Préservation
Le manoir, déjà en ruines, classé bien national en 1794, a été vendu en 1798 à deux paysans du hameau, et servit de carrière de pierres pour construire les fermes alentour jusqu'à la fin du XIXe siècle. Le manoir a été inscrit à l'inventaire des monuments historiques par arrêté du 10 mai 1926. L'accès à l'édifice est interdit au public en raison du risque d'éboulement.